# Студио Чаплин
Студио Чаплин је приватна филмска продуцентска кућа коју је покренуо сценариста, продуцент и редитељ Драгослав Лазић.
Произвели су 3 ТВ серије и 4 целовечерња играна дугометражна филма.

## Филмографија
- 1995 - Трећа срећа (филм)
- 1999 - Рањена земља
- 2001 - Сељаци (филм)
- 2001 - Све је за људе[1]
- 2006—2009. - Сељаци (ТВ серија)
- 2013—2015. - Звездара (ТВ серија)
- 2018 - ТезгарошиТезгароши - отказан